# Sojuz T-6
Sojuz T-6 è la denominazione di una missione della navicella spaziale Sojuz T verso la stazione spaziale sovietica Saljut 7 (DOS 6). Si trattò del quarantaquattresimo volo equipaggiato di questo velivolo spaziale, del sessantaseiesimo volo nell'ambito del programma Sojuz sovietico nonché del secondo volo equipaggiato verso la predetta stazione spaziale.

## Equipaggio

### Equipaggio principale
| Ruolo                  | Equipaggio                              | Equipaggio                              |
| ---------------------- | --------------------------------------- | --------------------------------------- |
| Comandante             | Vladimir Džanibekov, GCTC Terzo volo    | Vladimir Džanibekov, GCTC Terzo volo    |
| Ingegnere di volo      | Aleksandr Ivančenkov, NPOE Secondo volo | Aleksandr Ivančenkov, NPOE Secondo volo |
| Cosmonauta Ricercatore | Jean-Loup Chrétien, CNES Primo volo     | Jean-Loup Chrétien, CNES Primo volo     |

### Equipaggio di riserva
| Ruolo                  | Equipaggio             | Equipaggio             |
| ---------------------- | ---------------------- | ---------------------- |
| Comandante             | Leonid Kizim, GCTC     | Leonid Kizim, GCTC     |
| Ingegnere di volo      | Vladimir Solovëv, NPOE | Vladimir Solovëv, NPOE |
| Cosmonauta Ricercatore | Patrick Baudry, CNES   | Patrick Baudry, CNES   |

Il cittadino francese Jean-Loup Chrétien, che poté volare in questa missione nell'ambito del programma Intercosmos, divenne il primo cittadino dell'Europa Occidentale che raggiunse lo spazio.

## Missione
Il lancio della missione avvenne il 24 giugno 1982 dal  cosmodromo di Baikonur nell'allora RSS di Kazakistan. 900 metri prima dell'aggancio alla Saljut 7, smise di funzionare il computer di bordo. Per questo motivo la manovra d'aggancio dovette essere eseguita dal comandante della missione Džanibekov volando completamente con pilotaggio manuale ed inoltre con ben 14 minuti d'anticipo sui piani originari di volo. Questo per garantire che le riserve di carburante siano sufficienti in caso di insuccesso della manovra con conseguente interruzione immediata della missione.
Poche sono le cose conosciute di questa missione. Accertato è il fatto che l'intercosmonauta Chrétien ebbe l'onore di lanciare un satellite artificiale portato in un'orbita terrestre: si trattò del sacchetto con i rifiuti di tutta una settimana prodotti a bordo della stazione spaziale!
Il 2 luglio 1982, dopo 7 giorni e quasi 22 ore di missione nonché avendo compiuto 125 orbite terrestri, la capsula atterrò a 65 km a nord-est di Arqalyq nella steppa del Kazakistan.

## Ulteriori dati di volo
- Denominazione Astronomica Internazionale: 1982-63

I parametri sopra elencati indicato i dati pubblicati immediatamente dopo il termine della fase di lancio. Le continue variazioni ed i cambi di traiettoria d'orbita sono dovute alle manovre di aggancio. Pertanto eventuali altre indicazioni risultanti da fonti diverse sono probabili ed attendibili in considerazione di quanto descritto.